# Caterina Aleu Pons
Caterina Aleu Pons (Barcelona, 10 de desembre de 1410 - Barcelona, 1460) fou una dona burgesa vinculada amb el poble de Sant Celoni i coneguda per la seva rebel·lia i perquè fou raptada.

## Biografia
Caterina era filla pòstuma del blanquer barceloní Pere Aleu i de Joaneta Pons. La mare s'havia casat amb segones núpcies amb el mercader Bonanat Lledó i el seu avi matern, Pasqual Pons, hostaler de Barcelona, va ser el seu tutor.
Quan va firmar els capítols matrimonials, el 18 març de 1423, l'avi de Caterina li feia heretament dels béns, que aportava com a dot a Joan Olivet. El casament l'havien endegat l'avi de la noia i el futur sogre, Gabriel Olivet, anaper, o sigui fabricant de plats, oriünd de Sant Celoni. Uns mesos després de signar els capítols, Caterina i Joan van celebrar solemnement les esposalles davant d'un capellà i d'unes seixanta persones, fins i tot van anar el palau reial per rebre uns diners de la reina. Llavors tindrien ambdós uns tretze anys, i tot seguit iniciaren una etapa de festeig.
Però arribat el moment Caterina es va negar a rebre la benedicció nupcial i a consumar el matrimoni. Per tal d'evitar-ho s'havia reclòs en el monestir de les dominiques dient que es volia fer monja. Llavors l'avi, el sogre i alguns amics es posaren d'acord per raptar-la i van treure-la a punta d'espasa del monestir: E ella de tot temps cridave: -No vull marit! lexeu-me estar que monge vull ésser.
Intervingueren les autoritats i la noia fou retornada al monestir, mentre la família del nuvi iniciava un procés a la cúria episcopal amb una denúncia datada l'11 de desembre del 1426, per obligar Caterina a complir la paraula de matrimoni, o bé a vestir l'hàbit de monja. Llavors Caterina tenia 16 anys i al cap d'un any encara continuava el procés del que no tenim la sentència.
De tota manera potser ni tan sols hi va haver sentència, ja que la intervenció de l'avi va ser decisiva: requeria la neta a casar-se i si persistia en la negativa ell la desheretava. Podria llavors Caterina professar en un monestir? Sense dot no. Podria buscar un marit que fos més del seu grat que no pas Joan Olivet, a qui ella considerava que era gairebé un nen? Sense dot, tampoc podria fer-ho. Només li restaria, doncs, casar-se contra la seva voluntat.
La trobem ja casada pel juliol de 1428, i consta que llavors tant Joan com Caterina tenien 18 anys. A partir d'aquesta data figura en alguns afers econòmics endegats pel sogre, que era procurador d'ella i del seu marit. Gabriel Olivet sembla que gestiona tot el patrimoni, ja que s'havia convertit també en soci de Pere Pons, que vell i cec moria el 1429.
Caterina, com tantes altres dones de tots els temps, no va poder elegir el seu futur, i ens ha semblat interessant com a exemple per la rebel·lia que mostra tot i la seva joventut, per la forma violenta amb què els homes del seu entorn decideixen per ella, i per com ella aprèn a sobreviure i assumeix plenament el seu paper d'esposa i mare, respectada socialment, citada en els documents com a madona Caterina.
La documentem trenta anys després, el 1458, en la firma dels capítols matrimonials del seu fill Nicolau Olivet, barber, oriünd de Barcelona que llavors vivia a Sant Celoni, i que es casava amb Isabel, filla d'un cirurgià barceloní que era vídua d'un mercader. Ella, amb el seu marit, continuava regint l'hostal que havia estat de l'avi. El seu fill prosperava, era un professional barber; en aquell temps els barbers cobrien algunes especialitats mèdiques i era un ofici ben considerat i a més es casava amb una vídua que li aportava un dot de 70 lliures.